# Cédric Ferrand
Pour les articles homonymes, voir Ferrand.
Œuvres principales
Wastburg (2014)
Cédric Ferrand (né en 1976 à Bourgoin-Jallieu) est un écrivain franco-canadien des littératures de l'imaginaire et un auteur de jeux de rôle.

## Biographie
Cédric Ferrand naît en 1976 à Bourgoin-Jallieu[réf. nécessaire]. Il grandit en France, en Rhône-Alpes, où il est scolarisé dans l'Ain puis fait ses études en France, à l'université de Chambéry. Pendant son adolescence, il découvre la fantasy en achetant par hasard un Livre dont vous êtes le héros. Au lycée, il découvre le jeu de rôle sur table, par l'intermédiaire duquel il en vient à l'écriture de nouvelles situées dans l'univers du jeu fantastique Nephilim puis à l'écriture de jeu avec Soap des suppléments numériques pour le jeu comique Raôul en collaboration avec Patrice Larcenet. À partir de ses lectures ludiques, il découvre peu à peu le genre littéraire de la fantasy. Il écrit pour plusieurs autres gammes de jeux de rôle comme Vermine, Nightprowler ainsi que pour ses propres jeux, dont Sovok où l'on incarne des ambulanciers dans un univers de science-fiction. Il travaille un an pour l'éditeur Bibliothèque Interdite en tant que relecteur, principalement sur les romans dérivés de l'univers Warhammer 40,000.
En 2005, il s'installe à Montréal, au Québec.
En 2011, il publie aux éditions Les Moutons électriques son premier roman, Wastburg, roman de fantasy urbaine qui tente de faire vivre une ville de fantasy de manière socialement réaliste en suivant de nombreux personnages de citadins évoluant dans des milieux variés. Le roman a été conçu puis écrit sur une période relativement courte, mais Cédric Ferrand avait déjà abordé des thèmes proches en élaborant un cadre de jeu pour le jeu de rôle Nightprowler, une ville baptisée Bejofa. Sur le plan littéraire, il cite les villes de Lankhmar (dans le Cycle des épées de Fritz Leiber) et d'Ankh-Morpork (dans Les Annales du Disque-Monde de Terry Pratchett) comme influences principales. L'éditeur du roman, Les Moutons électriques, qualifie le roman de crapule fantasy afin de souligner ses parentés thématiques et stylistiques avec des romans comme Mémoire vagabonde de Laurent Kloetzer et Gagner la guerre de Jean-Philippe Jaworski (cadre urbain, personnages pauvres et/ou parfois en marge de la légalité, recours à l'argot). Il dit également avoir évoqué indirectement la vie des communautés montréalaises par le biais de ce roman.
En 2015, Cédric Ferrand publie Sovok, roman qui se déroule dans l'univers de son jeu de rôle du même nom paru en 2005. Il dit s'être inspiré notamment de l'hiver québécois pour imaginer ce roman.
Et si le Diable le permet, paru en 2017, est un roman de « pulp lovecraftien » situé à Montréal dans les années 1930.

## Publications

### Romans
- 2011 : Wastburg (Les Moutons électriques, réédité chez Gallimard en 2013)
- 2015 : Sovok (Les Moutons électriques)
- 2017 : Et si le Diable le permet (Les Moutons électriques)
- 2021 : Mon Almérique à moi (Alire)

### Nouvelles
- 2012 : Sur le bout de la langue, dans Fictions n°15.

### Jeux de rôle
- 2003 : Soap, Lupus Ideis.
- 2005 : Soap : La Rediffusion, Huguin & Munin.
- 2005 : Sovok, Extraordinary Worlds Studios.
- 2015 (avec Philippe Fenot et Tristan Lhomme) : Wastburg (adapté de son roman du même nom).
- 2017 : Raôul (deuxième édition), Black Book éditions.